# Hylomecon
Hylomecon é um género botânico pertencente à família Papaveraceae.
1. ↑  «Hylomecon — World Flora Online». www.worldfloraonline.org. Consultado em 19 de agosto de 2020